# Guarne

Bandeira de Guarne.

Localização de Guarne, no departamento de Antioquia.

Guarne é uma cidade e município da Colômbia, no departamento de Antioquia. Dista 25 quilômetros de Medellín, a capital do departamento, e apresenta uma superfície de 151 quilômetros quadrados.